# Otávio Bulgarelli
Otávio Bulgarelli (15 de octubre de 1984 en São Gonçalo do Sapucaí, estado de Minas Gerais) es un ciclista brasileño profesional desde 2011 y miembro del equipo Funvic-Pindamonhangaba.

## Biografía
Iniciado en el equipo Suzano-Flying Horse-Caloi entre los años 2007 y 2009, fue parte de la selección brasileña de ciclismo en los Juegos Panamericanos en 2007 y en el Campeonato Panamericano de 2008. En este último obtuvo la medalla de bronce en la carrera en ruta.
En 2009 estuvo más de dos meses en Canadá, donde defendió al equipo Garneu-Club Chaussures. Allí obtuvo ocho podios, incluyendo el vicecampeonato del Tour de Quebec.
Gracias a la intervención de Mauro Ribeiro, en 2010 emigró a Italia donde compitió en el equipo amateur MGK Vis-Norda Pacific Team. Al año siguiente llegó al ciclismo profesional en el equipo Farnese Vini-Neri Sottoli.
La actuación como gregario no colmaron sus expectativas y en 2012 retornó a Brasil a competir por el Funvic-Pindamonhangaba.
En junio se coronó Campeón de Brasil en ruta.
El 28 de marzo de 2017 se le acusó de manipulación en un control por la Comisión Antidopaje de Brasil aunque no fue capturado con sustancias prohibidas.

## Palmarés
2008
- 1 etapa de la Vuelta del Estado de San Pablo
- 3º en el Campeonato Panamericano de Ciclismo en Ruta

2012
- Campeonato de Brasil de Ciclismo en Ruta